# Lilli Carati
Lilli Carati (Varese, 1956. szeptember 23. – Besano, Varese megye, 2014. október 20.) olasz fotómodell, filmszínésznő, pornószínésznő. Feltűnő szépsége révén 1974-ben a Miss Itália szépségverseny második helyezettje, majd számos olasz filmvígjáték és erotikus film főszereplője. Pénzügyi nehézségei miatt 1987–1990 között pornográf filmekben landolt, ez megtörte játékfilmes karrierjét. Két évtizednyi mellőzés után, 2010-ben tűnt fel ismét, televíziós és dokumentumfilmekben.

## Élete

### Pályakezdése
Lilli Carati a lombardiai Varesében született, kereskedőcsaládban. A sötétbarna hajú, barna szemű leány Milánóban divatmodellként kezdett dolgozni. 18 évesen, 1974-ben a „Miss Italia” szépségverseny döntőjében (1974. szeptember 8-án Calabriában) második helyezést ért el, elnyerve a „Miss Elegance” titulust. Franco Cristaldi (1924–1992) filmproducer, a Vides Cinematografica vállalat alapítója, a Miss Itália zsűrijének tagja felfigyelt rá, „felkarolta” és filmszerepeket kínált neki. Lilli Carati több filmjének forgatókönyvét maga Cristaldi írta.

### Színésznői pályája
Első filmfőszerepe az 1976-os La professoressa di scienze naturali volt (rend. Michele Massimo Tarantini). Természetrajz-tanárnőt játszott, aki kikezd egy fiútanítványával, miközben idősebb csodálóját, Báró Cacciapuopolót (Michele Gammino) is bátorítja. Végül feleségül megy a báróhoz, de megtartja ifjú szeretőjét is. Következő iskolás filmje az 1977-es La compagna di banco, Mariano Laurenti rendezésében. Lilli Carati egy kőgazdag kosárlabdázó diáklányt alakít (Simona Girardit). Mindkét filmben szerepel a népszerű komikus, Alvaro Vitali, az efféle filmek rendszeres szereplője, a szép lányok fáradhatatlan, de reménytelen imádója. 1977-ben Claudio de Molinis Candido eroticó-jában is egy ifjú diáklányt, Charlotte-ot alakította, aki mostohaanyjának szeretőjét nézi ki magának, ebből kiváló szerelmi háromszöget (ménage à trois) alakítva ki.
Bár Lilli Carati legnagyobb kasszasikert hozó filmjei a habkönnyű olasz erotikus vígjátékok (commedia erotica all’italiana) kategóriájába estek. Szerepelt néhány más jellegű filmben is, így Bruno Corbucci 1977-es Squadra antifurto c. krimijében, amelynek főszereplője Tomás Milián volt, az 1950-es évek olasz kalandfilmjeiben népszerűvé vált kubai-amerikai színész. 1978-ban Giovanni Brusadori Le evase – Storie di sesso e di violenze (angolul: Jailbirds) című filmjének főszerepét játszotta, ez a nők erőszakos szexuális kizsákmányolását állította középpontba. 1978-ban (Ileana Caravati művésznéven) egy kis kámeaszerepet játszott Lina Wertmüller Világvége közös ágyunkban (La fine del mondo nel nostro solito letto in una notte piena di pioggia) c. filmdrámájában. Ezekben a filmekben meg tudta mutatni figyelemre méltó színművészi tehetségét is.

Lilli Carati és Gloria Guida az Avere vent’anni-ban, 1979.

Legemlékezetesebb sikerét Lilli Carati az 1978-ban bemutatott Avere vent’anni (Húszévesen) c. zenés játékfilmben aratta, amelyet Fernando Di Leo rendezett. A morbid történet két lányról szól, akik lepattannak otthonról, korlátlan szabadságot keresve egy római hippi közösséghez csatlakoznak, de hamarosan beszippantja őket a prostitúció, bűnözők kezébe kerülnek, végül kegyetlenül meggyilkolják őket. Lilli Carati partnere ebben a filmben Gloria Guida volt, az 1970-es évek népszerű erotikus filmsztárja. A filmben a két színésznő rövid leszbikus találkozást is lebonyolít egymással. A film olaszországi bemutatását a cenzúra az erőszakos és szexjelenetek eltávolításához kötötte, a mű emiatt a vártnál szürkébb és unalmasabb lett. Ennek ellenére kultuszfilmé vált, vágatlan változatát 2004-ben (!) bemutatták a Velencei Nemzetközi Filmfesztiválon.
1979-ben Pasquale Festa Campanile Il corpo della ragassa c. filmjében Lilli egy látszólag naiv, valójában minden hájjal megkent vidéki lányt alakított, aki az 1950-es évek Olaszországában egy Pygmalion-szerű történetbe keveredik. Ugyanebben az évben a Meztelen vakáció (Senza buccia) című habkönnyű filmvígjátékban a 22-23 éves Lilli a 27 éves Cicciolinával együtt szerepelt, mindketten mindent megmutattak magukból, amit a filmcenzúra megengedett.
Claudio de Molinis 1981-ben bemutatott Hay un fantasma en mi cama (olaszul: C’è un fantasma nel mio letto) c. spanyol–olasz filmben Lilli Carati ifjú asszonyként férjével nászútra érkezik egy ódon angliai kastélyba, ahol a 17. századi várúr, Sir Archibald szelleme kísért. A kísértetet Renzo Montagnani (1930–1997) alakította, akivel már az Il corpo della ragassá-ban együtt játszottak (Montagnani akkor a Lilli által alakított Teresa–Trisin apjának szerepét vitte). Ugyanebben az évben Alessandro Lucidi és Mario Lucidi rendező-testvérpár ismét összehozta Lilli Caratit Montagnanival az Il marito in vacanza c. film két főszerepében. Montagnani egy idős professzort szerepében igyekszik elcsábítani szép kolléganőjét, Lucia Coradinit (Lilli Carati).
1984-ben Lilli – színésznő-barátnője, Jenny Tamburi révén – megismerkedett Joe D’Amatóval, számos sikeres olasz erotikus film rendezőjével. Négy D’Amato-filmben szerepelt, 1984-ben Az alkóv c. romantikus drámában, 1985-ben A kéj (Il piacere) címűben, 1986-ban a Voglia di guardare-ban – e háromban Laura Gemserrel közösen – és a Lussuriában.
Lilli Carati meztelen fotói több alkalommal is megjelentek az olasz Playmen és Albo Blitz magazinokban.

### Pornószínésznőként
A majdnem-szépségkirálynő útja innentől lefelé vezetett. Más színésznő-kortársaihoz hasonlóan Lilli is rákapott a kábítószerre, pénzzavarba került és a pornófilmiparban keresett jövedelemforrást. 1987–1988-ban Giorgio Grand rendező kemény pornófilmjeiben vállalt szerepeket, Rocco Siffredivel és más profi pornószínészekkel közös akciókban. A műfaj kedvelői Lilli anális szexjeleneteit tartották a legjobbaknak. 1989-ben Alex de Renzy és Henri Pachard The Whore című pornófilmjében szerepelt utoljára, de itt már csak mellékszerepben. 1990 körül visszavonult a nyilvánosságtól. A Silvio Berlusconi miniszterelnök és Mariastella Gelmini oktatási miniszterasszony személye körül felmerült szexbotrányokkal kapcsolatban az olasz bulvársajtó gyakran gúnyos összehasonlításokat tett a leleplezett politikusok és Lilli Carati szexuális szokásai között.

### Visszatérése, elhunyta
2008 után Lilli Carati ismét megjelent a televízióban és a filmiparban. Dokumentumfilmben szerepelt a RAI TV-ben, és interjúkat is adott. 2011-ben Luigi Pastore rendező bejelentette, hogy a La fiaba di Dorian (Dorian meséje) című, készülő új horrorfilmjében az érett asszonnyá vált Lilli Caratinak adja a főszerepet. A filmet 2012–13 folyamán forgatták, a készítők Carati nagy visszatérésére számítottak, a színésznőnél azonban agytumort diagnosztizáltak. Betegsége miatt ki kellett válnia a forgatásból.
Lilli Carati 2014. október 20-án, 58 éves korában a Varese megyei Besanóban elhunyt. Luigi Pastore átdolgozta a készülő film forgatókönyvét. A horrorfilm 2015-ben új címmel (Violent Shit: The Movie) került a mozikba, Lilli Carati elkészült és beillesztett jeleneteivel.

## Filmszerepei
- 1975: Di che segno sei?, rend. Sergio Corbucci („Chevingum”)
- 1976: La professoressa di scienze naturali, rend: Michele Massimo Tarantini (Stefania Marini)
- 1976: Squadra antifurto, rend. Bruno Corbucci (Vanessa)
- 1977: La compagna di banco, rend. Mariano Laurenti (Simona Girardi)
- 1977: Poliziotto sprint, rend. Stelvio Massi (Francesca)
- 1977: L’avvocato della mala, rend. Alberto Marras (Paola Carati)
- 1978: Világvége közös ágyunkban (La fine del mondo nel nostro solito letto in una notte piena di pioggia), rend. Lina Wertmüller (kámea)
- 1978: Candido erotico, rend. Claudio De Molinis (Charlotte)
- 1978: Le evase – Storie di sesso e di violenze, rend. Giovanni Brusadori (Monica Hadler)
- 1978: Avere vent’anni, regia di Fernando Di Leo (1978) (Tina) (partner: Gloria Guida)
- 1979: Il corpo della ragassa, rend. Pasquale Festa Campanile (Teresa Aguzzi/Tirisìn)
- 1979: Meztelen vakáció (Senza buccia), rend. Marcello Aliprandi (Barbara) (partner: Cicciolina)
- 1980: Buitres sobre la ciudad, rend. Gianni Siragusa (Isabelle) (csak Spanyolországban)
- 1980: Fogadjunk! (Qua la mano), rend. Pasquale Festa Campanile (Rossana), fősz: Adriano Celentano
- 1981: Habibi, amor mio, rend. Luis Gòmez Valdivieso (csak Spanyolországban)
- 1981: C’è un fantasma nel mio letto, rend. Claudio De Molinis (Adelaide Fumagalli)
- 1981: Il marito in vacanza, rend. Alessandro Lucidi és Maurizio Lucidi (Luisa Corradini)
- 1984: Magic Moments, rend. Luciano Odorisio (kámea)
- 1985: Az alkóv (L’alcova), rend. Joe D’Amato (Alessandra) (partnetek: Annie Belle, Laura Gemser)
- 1985: A kéj (Il piacere), rend. Joe D’Amato (Fiorella) (partner Laura Gemser)
- 1986: Voglia di guardare, rend. Joe D’Amato (Francesca) (partner Laura Gemser)
- 1986: Lussuria, rend. Joe D’Amato (Marina)

Pornófilmjei
- 1987: Lilli Carati’s dream, rend. Giorgio Grand (névtelen szereplőként, csak házi videó kiadás)
- 1987: Una moglie molto infedele, rend. Giorgio Grand (Maria, kemény pornó)
- 1987: Il vizio preferito di mia moglie, rend. Giorgio Grand (Signora Ferroni, kemény pornó)
- 1988: Una ragazza molto viziosa,, rend. Giorgio Grand (Kathy, kemény pornó)
- 1988: Una scatenata moglie insaziabile,, rend. Giorgio Grand (kemény pornó)
- 1990: Le superscatenate, rend. Alex de Renzy és Henri Pachard (Gina, kemény pornó)

Visszatérése után
- 2008: Sorpresa Latina (Latin meglepetés), rendező Nicola Scorza, 2008. (A dokumentumfilmet bemutatták a 2008-as Dubai Filmfesztiválon[16]
- 2015: Violent Shit: The Movie (eredetileg La fiaba di Dorian (Dorian meséje), horror, rend. Luigi Pastore (az okkultistanő)[17][18][14]